# 金獅湖蝴蝶園
金獅湖蝴蝶園（Zhongdu Wetlands Park），位於臺灣高雄市三民區金獅湖風景區，設立於民國88年，由高雄市政府觀光局管理，為全國最大的網室蝴蝶園，2016年進行改造，2017年9月完工。

## 簡介
金獅湖蝴蝶園設立於1999年，分為一館及二館兩個場館，後因重新翻修，於2017年9月重新開幕。原本入園需收門票，負責管理的高市府觀光局為推動生態教育觀光，自2019年9月起，恢復免費入園。

## 交通資訊

### 公車
站牌名為《金獅湖》、《三民高中 (金鼎路)》
| 編號               | 經營業者 | 區間                   | 備註                                   |
| ------------------ | -------- | ---------------------- | -------------------------------------- |
| 33                 | 漢程客運 | 金獅湖站－捷運鹽埕埔站 | 停靠《金獅湖》                         |
| 76                 | 漢程客運 | 金獅湖站－歷史博物館   | 例假日停駛。 停靠《三民高中 (金鼎路)》 |
| 昌福幹線（77）區間 | 漢程客運 | 金獅湖站－高雄女中     | 停靠《三民高中 (金鼎路)》              |

### 公共自行車
- 高雄市公共自行車租賃系統：
  - 金獅湖橋：鼎金後路/天祥一路口
  - 三民高中西側：金山路/金鼎路口東南側

## 周邊景點
- 高雄道德院
- 覆鼎金保安宮
- 獅山公園

## 外部連結
高雄市政府全球資訊網 （页面存档备份，存于）